# František Plánička

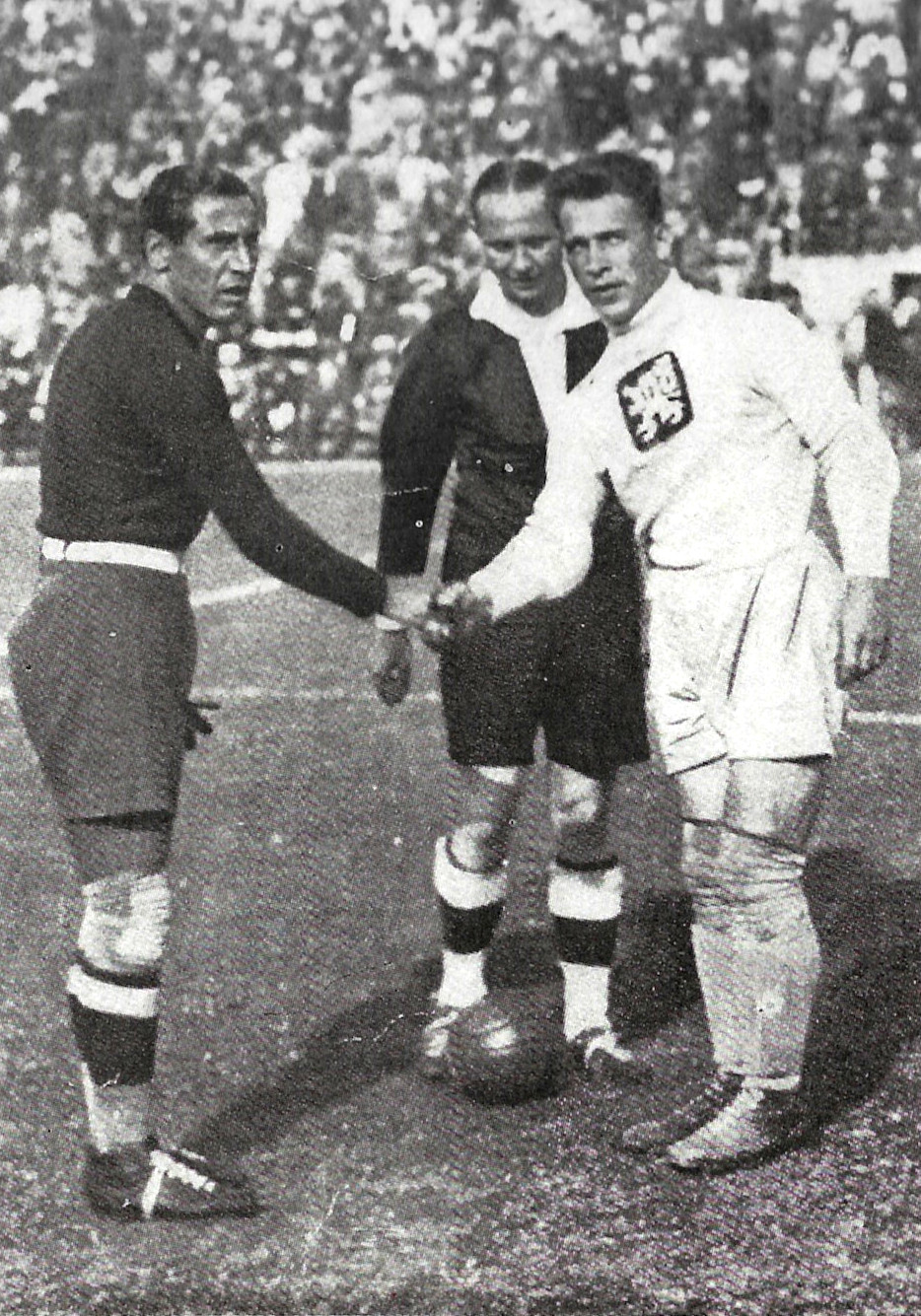
František Plánička till höger skakar hand med Giampiero Combi inför finalen av VM 1934.

František Plánička, född 2 juni 1904 i Prag, död 20 juli 1996, var en tjeckisk fotbollsmålvakt.
Han spelade under större delen av sin karriär för klubben Slavia Prag, med vilka han vann den tjeckoslovakiska ligan åtta gånger och Mitropacupen en gång, 1938. Mellan 1926 och 1938 gjorde Plánička 73 landskamper för Tjeckoslovakien och utnämndes även till lagkapen. Han deltog i VM 1934, i vilket laget tog silver, och VM 1938.
I ett möte mot Brasilien i andra omgången under VM 1938 bröt Plánička armen, men fortsatte spela matchen ut. Matchen slutate efter övertid 1-1 och i omspelet två dagar senare, i vilket Plánička inte deltog, vann Brasilien. Det första mötet blev Pláničkas sista insats i landslaget. Han återhämtade sig inte från skadan och avslutade fotbollskarriären sommaren 1938. Han arbetade senare som målvaktstränare och funktionär i Slavia Prag. 